# Adam Philippe de Custine
Pour les articles homonymes, voir Custine.
Pour les autres membres de la famille, voir Famille de Custine.
Adam-Philippe de Custine de Sarreck, né le 4 février 1742 à Metz (paroisse Saint-Martin) et mort guillotiné le 28 août 1793 à Paris, est un général de division de la Révolution française. Ayant commencé sa carrière comme officier dans l'armée royale, il participe à la guerre de Sept Ans, puis à la guerre d'indépendance américaine au sein de l'expédition de Rochambeau envoyée au secours des insurgents. Après les victoires remportées lors de la campagne de Virginie et à la bataille de Yorktown, il rentre en France et reprend sa place dans son unité d'origine.
Au commencement de la Révolution française, Custine siège aux États généraux et intègre peu après l'Assemblée nationale constituante où il représente la ville de Metz. Il soutient une partie des décrets d'août mais appuie également, dans une large mesure, la prérogative royale et les droits des émigrés français. Lors de la dissolution de l'Assemblée constituante en 1791, il est affecté à l'armée avec le grade de lieutenant-général et est nommé l'année suivante au poste de commandant en chef de l'armée des Vosges. En 1792, il guerroie avec succès sur le Rhin, s'empare des villes de Spire et de Mayence et force les lignes de Wissembourg. À la suite de la trahison présumée du général Dumouriez, Custine est convoqué par le Comité de salut public, qui l'acquitte.
Rétabli dans ses fonctions, Custine essuie plusieurs défaites au printemps 1793 et les Français doivent évacuer la plupart des territoires conquis l'année précédente. Désigné à la tête de l'armée du Nord, il échoue à secourir la forteresse de Condé assiégée, ce qui motive son rappel à Paris. Après les capitulations successives de Condé, Mayence et Spire, il est arrêté et appelé à comparaître devant le tribunal révolutionnaire présidé par Antoine Fouquier-Tinville, qui le reconnaît coupable de haute trahison par un vote de la majorité du tribunal le 27 août. Il est guillotiné le lendemain.

## Biographie

### Carrière militaire sous l'Ancien Régime
Fils de Philippe François Joseph comte de Custine, chevalier, seigneur de Guermange de la baronnie de Sareck et autres lieux, grand fauconnier de sa Majesté le Roi de Pologne duc de Lorraine et de Bar et de dame Anne Marguerite de Maguin, Adam-Philippe de Custine de Sarreck naît le 4 février 1742 paroisse Saint-Martin à Metz. À l'âge de 5 ans, il est nommé lieutenant en second de la compagnie de Soulaigre du régiment de Custine le 16 juin 1747. Il sert dans les Pays-Bas pendant la guerre de Succession d'Autriche, sous les ordres du maréchal de Saxe. Il participe à la guerre de Sept Ans de 1758 à 1763 et devient capitaine au régiment de dragons de Schomberg le 7 mars 1761.
À la fin de la guerre de Sept Ans, Custine est parvenu jusqu'au grade de mestre de camp. Ses talents sont remarqués par le duc de Choiseul qui crée spécialement pour lui un régiment de dragons. Il est fait chevalier de l'ordre de Saint-Louis le 13 mars 1771 et brigadier en mars 1780. Au moment de la guerre d'indépendance américaine, Custine sollicite son transfert au commandement d'un régiment d'infanterie afin de pouvoir s'illustrer sur le champ de bataille, tout en continuant à acquérir de l'expérience et en espérant de l'avancement. Son unité, le régiment de Saintonge, embarque pour les Treize colonies à Brest le 10 avril 1780 et arrive à Philadelphie le 15 août.
Sur place, il combat avec distinction contre les Anglais au sein du corps expéditionnaire du comte de Rochambeau. Le régiment de Saintonge prend part à la campagne de Virginie en 1781 et reçoit des éloges pour sa participation à la bataille de Yorktown ; Custine se voit décerner un brevet du gouvernement américain en récompense de son mérite et est promu au grade de maréchal de camp le 5 décembre 1781. Après la reddition des forces britanniques, son régiment installe ses quartiers d'hiver aux États-Unis avant de repartir pour les Antilles en 1782.
À son retour en France, Custine est nommé gouverneur de Toulon, nomination que Six date du 19 avril 1782. Il reprend également ses fonctions de colonel du régiment d'infanterie de Rouergue. À la même époque, il est noté ainsi par ses supérieurs : « a une grande volonté, fort bon colonel. A trop d'ardeur […]. Homme sensible et honnête dans sa façon de penser ».

### Général de la Révolution française
Élu député de la noblesse de Metz aux états généraux de 1789, Custine se montre partisan des idées nouvelles. En juillet de la même année, alors qu'éclate la Révolution française, il siège à l'Assemblée nationale constituante. Il y soutient notamment la rédaction d'une constitution conforme aux principes d'un gouvernement représentatif et vote souvent avec la noblesse libérale de La Fayette. S’il vote la Déclaration des droits de l’homme, il défend en revanche les prérogatives royales, en prenant la défense des émigrés et celle des biens du clergé. Il se montre plus timide dans son soutien aux décrets d'août abolissant l'exclusivité sur la chasse et la justice seigneuriales, la vénalité des offices dans la magistrature, les privilèges pécuniaires, les privilèges particuliers de provinces, la dîme ou encore la pluralité des bénéfices.

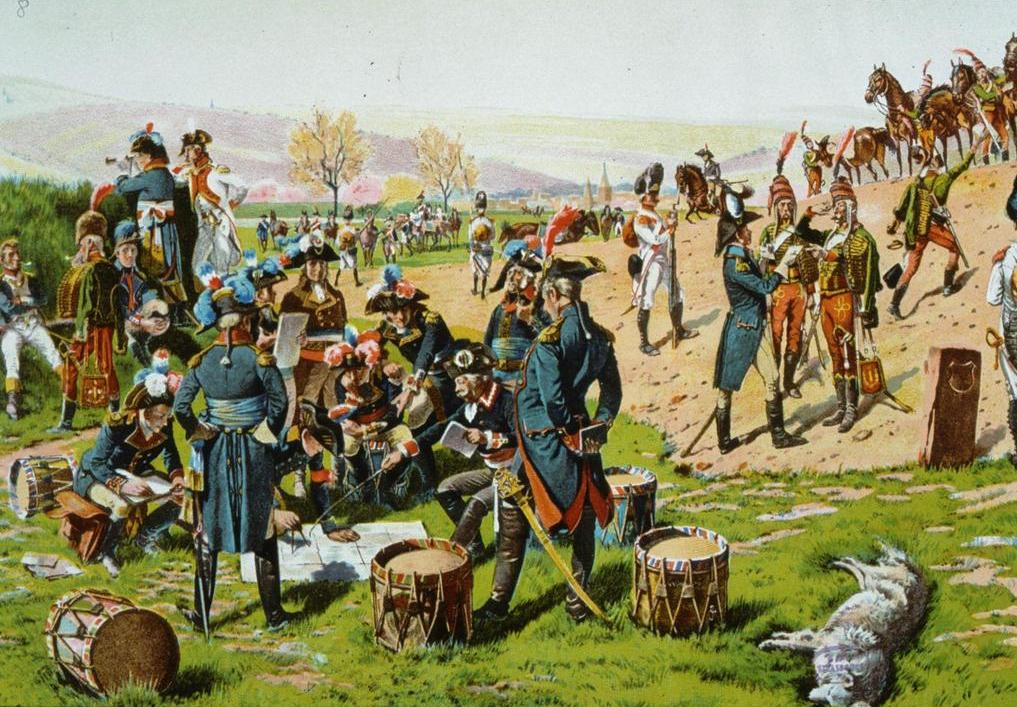
Custine tenant un conseil de guerre avec ses généraux pour planifier le franchissement des lignes de Wissembourg. Illustration de Frédéric Régamey.

Envoyé comme commissaire dans les départements du Rhin et des Vosges pour y recevoir le serment des troupes en juin 1791, puis attaché à la 7e division militaire, Custine est nommé lieutenant-général à la dissolution de l’Assemblée législative au mois d'octobre. Envoyé dans le Bas-Rhin sous les ordres du maréchal Nicolas Luckner, il est chargé à partir du 5 août 1792 de la défense de Landau, dont il fait remettre les fortifications en état. En dépit de sa discipline stricte, il est populaire parmi ses soldats, qui le surnomment affectueusement le « général moustache ». Il est promu commandant en chef de l'armée des Vosges le 19 septembre et s'empare tout d'abord de Spire le 30 de ce mois, capturant près de 2 500 prisonniers et 55 pièces d'artillerie. Cette conquête lui ouvre les portes du Palatinat. En récompense de sa victoire, il est nommé général en chef de l'armée du Rhin le 6 octobre et occupe successivement Worms, Mayence le 21 octobre et Francfort-sur-le-Main le 22.
En Rhénanie, Custine contribue à propager les idées révolutionnaires par des proclamations et impose de lourdes contributions à la noblesse et au clergé. Le 8 novembre, il bat un corps prussien sur la Lahn. Le 2 décembre, une offensive conjointe des troupes prussienne et hessoise l'oblige à abandonner Francfort et à se replier sur Mayence, livrant plusieurs combats pour ralentir la progression de ses adversaires. Il parvient en définitive à se maintenir à hauteur de cette ville, mais, victime de rumeurs accablantes à son encontre, il est obligé d'écrire aux autorités révolutionnaires pour se justifier. Défendu notamment par Maximilien Robespierre lors d'une séance au club des jacobins le 12 décembre 1792, où celui-ci évoque sa « franchise » et déclare qu'il a « bien servi la patrie », il est toutefois rendu suspect aux yeux du Comité de salut public, qui le convoque à Paris au début de l'année 1793 pour lui demander des explications. L'innocence de Custine est rapidement mise en lumière et il est autorisé à reprendre son poste.

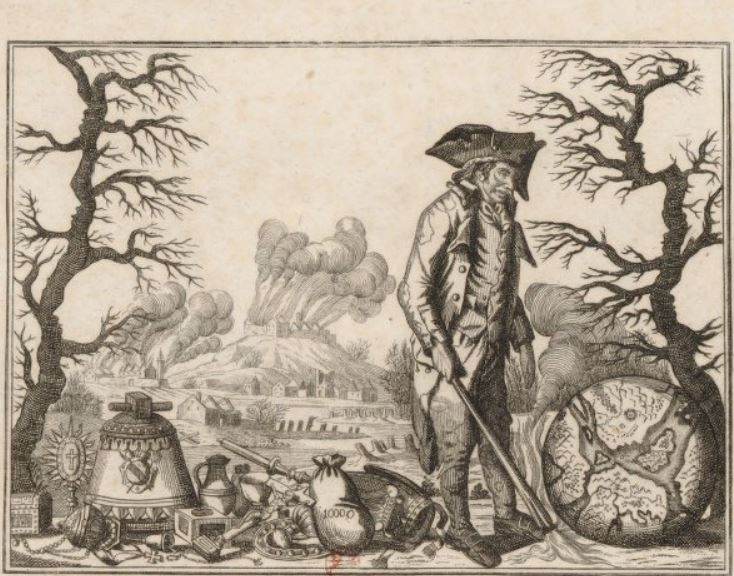
Lors de sa campagne en Rhénanie, Custine impose de lourdes contributions à la noblesse et au clergé, ce qu'illustre cette caricature.

Nommé le 15 mars commandant en chef de l'armée du Rhin, il conforte sa position autour de Mayence en s'emparant des défilés en avant de la ville, mais à la fin du mois, les Prussiens reprennent l’offensive et repoussent les Français sur Landau. Custine jette alors une garnison d'environ 22 000 hommes dans Mayence et une autre dans Cassel, avec des vivres pour un an. Au cours de la retraite, il est vaincu à Ober-Flörsheim le 30 mars, abandonnant 1 100 prisonniers aux mains de l'ennemi, et doit abandonner une grande quantité de matériel à Frankenthal. Custine offre sa démission qui est refusée ; il envoie alors une lettre à l’Assemblée où il laisse entendre que la patrie ne peut être sauvée que par un dictateur. Attaqué dans les journaux et à l'Assemblée par une partie de la classe politique, notamment par Marat, il se défend avec succès et, dans le même temps, refuse une avance du général autrichien Wurmser l'invitant à évacuer Landau.
Le 13 mai 1793, il est nommé général en chef en chef des armées réunies du Nord et des Ardennes à la place du général Dampierre. Toutefois, avant de quitter définitivement son poste, il décide le 16 mai de mettre en œuvre une dernière attaque contre un contingent de troupes autrichiennes isolées en avant du gros de leurs forces. Après avoir entrepris une marche de nuit, les troupes françaises entrent en contact avec les unités adverses, mais la mauvaise coordination des manœuvres entre cavalerie, infanterie et artillerie conduit le 17 mai à l'échec total de l'opération. Au cours du combat, la cavalerie française s'empare d'abord de plusieurs canons ennemis, mais un retour offensif de la cavalerie autrichienne refoule les Français en désordre et sème la panique dans les rangs de l'infanterie arrivant en sens inverse. Alors que cette dernière se débande à son tour, Custine parvient à rallier ses soldats et à se retirer en bon ordre. Quelques jours plus tard, le 23 mai, il quitte l'armée du Rhin pour se rendre à celle du Nord, où il remplace le général Lamarche à partir du 27 de ce mois. Il y commande pendant un temps et dispute quelques combats aux Autrichiens, mais les critiques de plus en plus vives dont il fait l'objet motivent son rappel. Il quitte l'armée le 16 juillet pour se rendre à Paris.

### Jugement devant le tribunal révolutionnaire

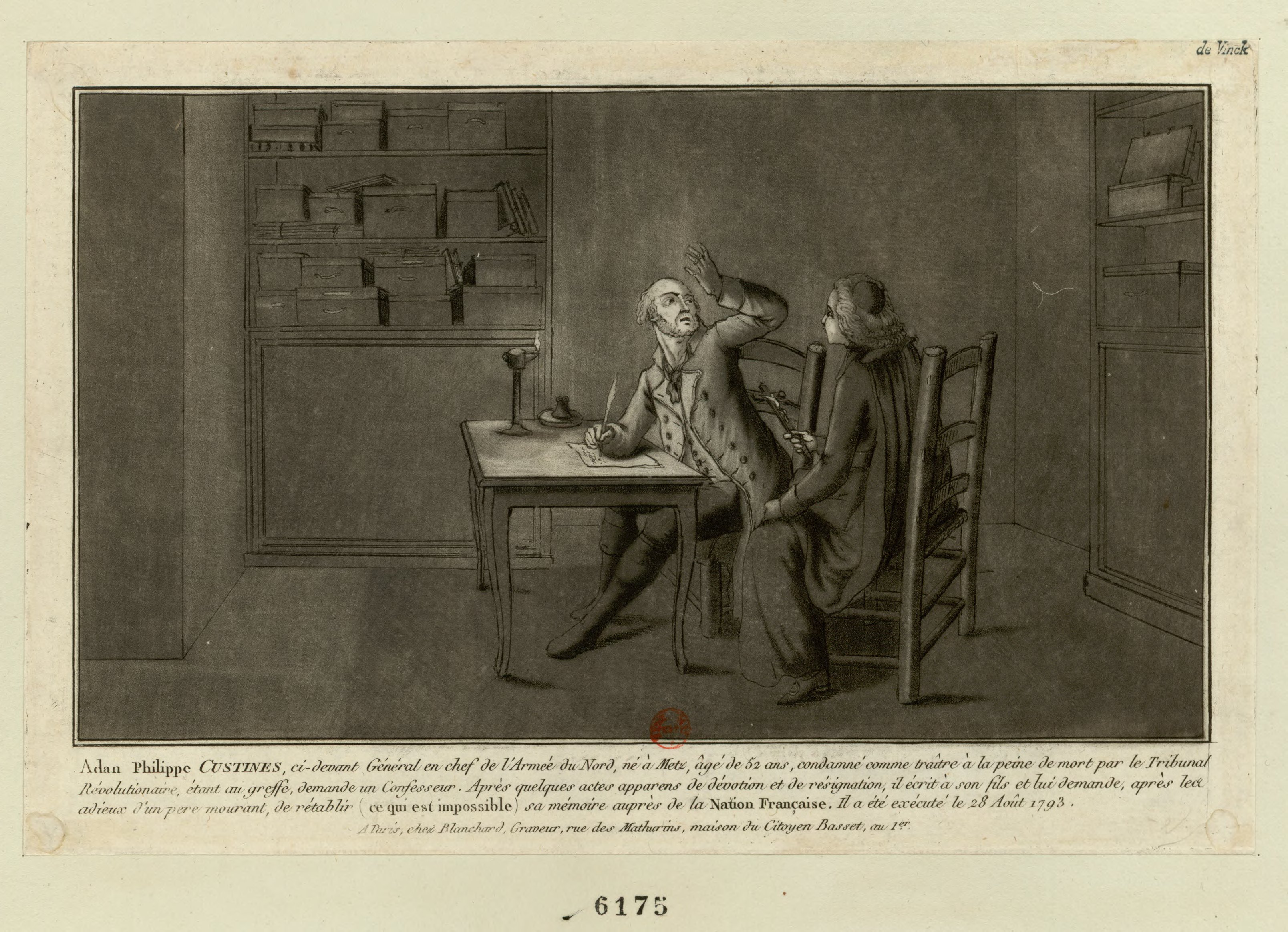
Gravure contemporaine représentant Custine avec son confesseur, peu avant son exécution.

À son arrivée à Paris, Custine ne se départ pas de son sang-froid habituel, ce qui exaspère ses adversaires politiques. Il s'installe dans un hôtel bien meublé et loue une chambre pour son secrétaire. Il rend également visite à son fils et à sa nièce et honore avec ponctualité ses rendez-vous mondains : il est vu dans tous les lieux publics, au Palais-Royal et au théâtre, où il est accueilli par de bruyantes ovations et par les cris de « vive Custine ! » Le Comité de salut public charge un policier de l'accompagner dans tous ses déplacements. Le 22 juillet, il est arrêté et conduit à la prison du Luxembourg. Le 23, la nouvelle de la capitulation de Mayence tombe, suivie par celle de la perte de Valenciennes le 28. Il est transféré le même jour à la Conciergerie et ses appartements, ainsi que celui de son fils et de son secrétaire, sont mis sous clé en prévision d'une enquête.
Après trois semaines d'intenses débats à l'Assemblée, Custine est traduit devant le tribunal révolutionnaire le 14 août. L'accusateur public Antoine Fouquier-Tinville dresse l'acte d'accusation : il est reproché à Custine d'avoir trahi les intérêts de la patrie et d'avoir délibérément livré un certain nombre de places aux armées ennemies, facilitant ainsi leur entrée sur le territoire national. Sa vigueur dans la discipline, son indépendance à l’égard de la Convention, ses défaites en Rhénanie et des rapports de Custine avec le haut commandement austro-prussien figurent, entre autres, parmi les éléments à charge. Lors de son procès, le révolutionnaire Jacques-René Hébert s'en prend violemment à Custine à travers son journal Le Père Duchesne et accuse les juges de céder aux démarches d'une jeune femme ; la belle-fille du général, réputée pour sa beauté, se rend en effet chaque jour au tribunal pour venir s'asseoir aux pieds de l'accusé et tenter d'obtenir sa grâce. Le 27 août, les jurés accusent finalement Custine d'avoir œuvré à la perte de Francfort, Mayence, Condé et Valenciennes, en collaboration avec l'ennemi, et le condamnent à mort. Custine accueille ce verdict avec sérénité. Dans la nuit précédant son exécution, il demande à voir un prêtre pour se confesser et écrit une lettre d'adieu à son fils. Il est guillotiné à 51 ans le 28 août 1793, mais Bégin donne la date du 29 août.

## Carrière manufacturière

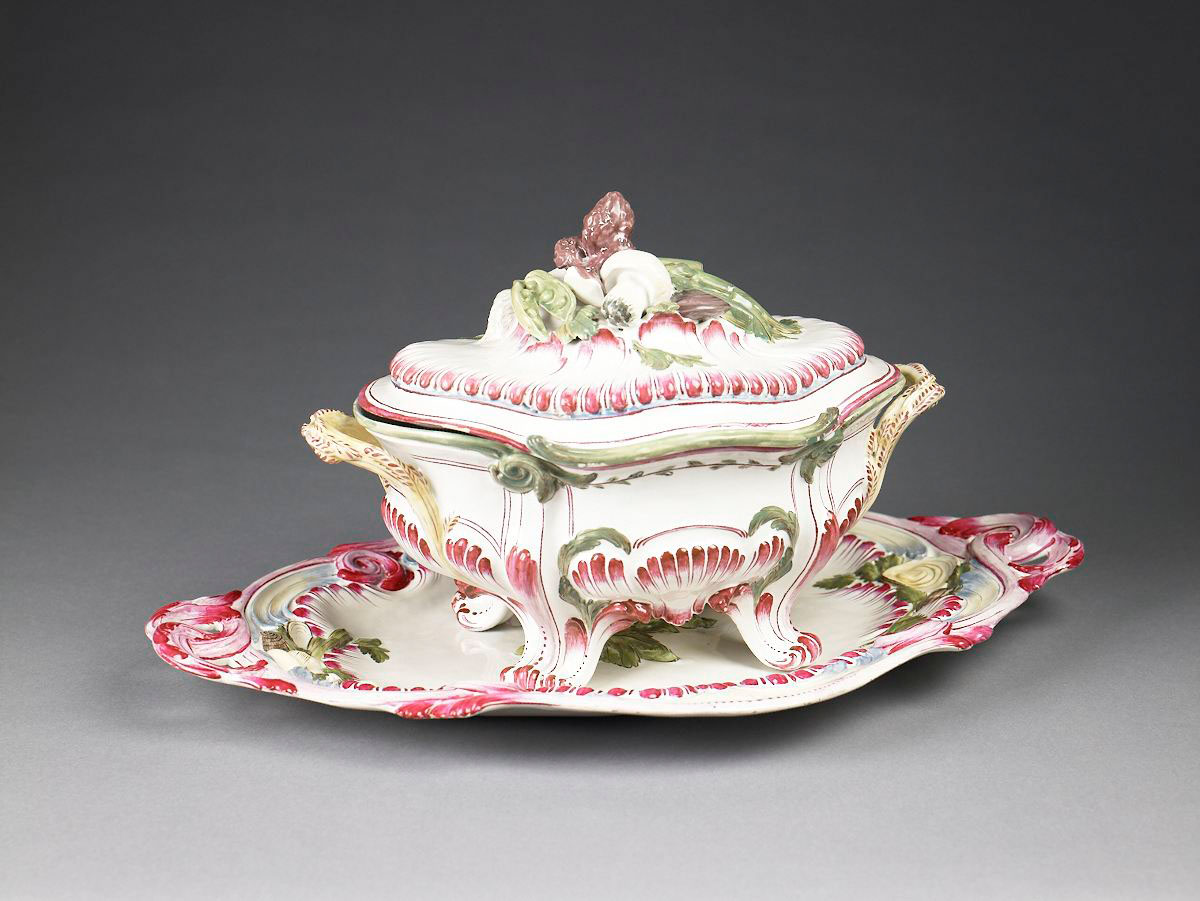
Soupière à couvercle XVIIIe siècle, faïence de Niderviller,
Birmingham Museum and Art Gallery.

Custine acquiert la seigneurie de Niderviller en 1770, y compris donc la faïencerie de Niderviller. Il y poursuit l'œuvre de son prédécesseur, Jean-Louis Beyerlé, jusqu'à sa mort. Fondée en 1735, la manufacture connaît alors un certain nombre de difficultés, aggravées par un incendie qui a endommagé le bâtiment de fabrication et par une production limitée à la porcelaine tendre, ce qui a découragé les premiers investisseurs. Les huit premières années sont difficiles pour Custine, qui voit les problèmes financiers s'accumuler à tel point qu'il envisage de faire faillite en 1778. Il entre alors en affaires avec un certain François-Henri Lanfrey ; sous sa férule, l'usine commence à produire de la vaisselle en faïence à la mode anglaise. Lanfrey repense également le processus de production en introduisant le « cailloutage », un procédé qui combine les techniques de production de la faïence avec un nouveau procédé mélangeant le calcaire concassé avec de l'argile. Avec l'exécution de Custine, la faïencerie devient un bien national : la cinquantaine d'ouvriers qui y travaillent sont embauchés par la manufacture de porcelaine Dihl et Guerhard à Paris, du fait de la fermeture temporaire de la manufacture. En 1782, un service en porcelaine polychrome est offert par le comte de Custine à George Washington, futur président des États-Unis, à Mount Vernon.

## Personnalité

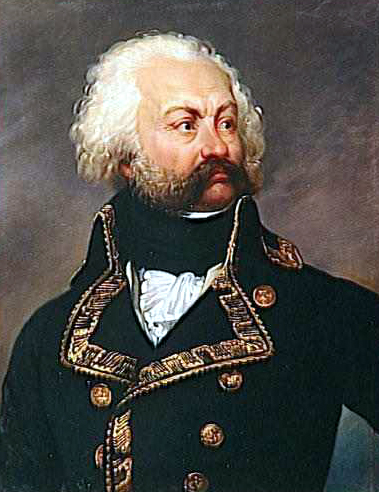
Le général Custine, par Eugénie Tripier-Le-Franc d'après Joseph-Désiré Court, 1835, château de Versailles.

Les appréciations sur le commandement de Custine sont partagées. Charles Mullié le considère comme un « bon officier de cavalerie, mais général très médiocre ». Pour Maurin, il est un « excellent soldat, payant de sa personne, mais mauvais général » qui « eût sans doute rendu d'importants services à l'État, si on l'eût placé sous les ordres d'un chef habile et entendu, qui lui eût imprimé une direction raisonnable ». Bégin se montre moins sévère sur son bilan militaire et loue sa sollicitude pour le soldat. Il considère également comme apocryphe l'affirmation selon laquelle Custine était porté sur la boisson, penchant qui, selon Mullié, lui a « fait commettre beaucoup de fautes ». Custine est très populaire parmi ses hommes ; dans ses mémoires, Lavalette rapporte qu'il connaît les simples soldats par leur nom, visite les blessés dans les hôpitaux et fait preuve de beaucoup d'humour et de répartie. Il est cependant un admirateur des méthodes militaires prussiennes, et à ce titre, extrêmement sévère sur la discipline : en 1792, croisant une troupe de volontaires se vantant de mettre l'armée du Rhin au pas, c'est-à-dire la rendre républicaine, il ordonne à sa cavalerie de les entourer et de les désarmer.
Custine a également favorisé la carrière d'officiers prometteurs. Lors de la reddition de la garnison de Mayence, il propose au commandant de la place, Rudolf Eickemeyer, de servir dans l'armée française avec le grade de colonel. Devenu général de brigade en 1793, Eickemeyer participe aux opérations dans le Haut-Rhin et à la campagne d'Allemagne de 1796.
À la même période, il s'adjoint les services d'un jeune officier, Laurent Gouvion, plus tard connu sous le nom de Laurent de Gouvion-Saint-Cyr. D'après Lavalette, la rencontre entre les deux hommes a lieu dans des circonstances inhabituelles. Un jour que Saint-Cyr est en train de dessiner le paysage environnant du côté de Mayence, Custine l'aperçoit au loin, galope jusqu'à lui, lui arrache le papier des mains et lui demande ce qu'il fait là. Impressionné par la précision du dessin de Saint-Cyr, il affecte immédiatement ce dernier à son état-major.
Un officier de l'état-major de Custine, Simon François Gay de Vernon, écrit que le général était attentif au bien-être de ses soldats, bon administrateur, généreux de sa fortune, accoutumé à diriger des troupes, capable de comprendre une situation en un coup d’œil, sobre, actif et appréciant les conseils d'officiers intelligents à qui il témoigne de sa gratitude. En dehors de Saint-Cyr, son entourage comprend de futurs généraux comme Louis Charles Antoine Desaix et Jean-Baptiste Kléber. Sa monstrueuse vanité, son incapacité à percevoir les défauts de ses conceptions stratégiques qu'il considère comme parfaites et sa tendance à accuser et dénoncer d'autres généraux sont ses plus grands défauts. Apprenant la nomination du général Houchard au commandement de deux armées, Custine écrit : « la conduite de deux armées est au-delà de ses compétences ». La lettre est publiée et heurte profondément Houchard, qui a par le passé servi loyalement sous ses ordres. Custine se querelle également avec le général Pierre Joseph de Ferrier du Chatelet, de façon d'autant plus malencontreuse que ce dernier est un ami du ministre de la Guerre Bouchotte, et dénonce le comportement des généraux Beurnonville et Kellermann.

## Famille
Il est le père d'Armand Louis Philippe François de Custine, diplomate (22 janvier 1768 – guillotiné le 3 janvier 1794) et le grand-père d’Astolphe de Custine. Il est également le père d'Adélaïde Anne Philippine de Custine. 

## Hommages
- La ville de Paris lui a dédié une rue du 18e arrondissement, la rue Custine, située près du métro Château Rouge.
- Nancy lui a dédié sa « rue du Général Custine ».
- En Moselle, dans le village de Niderviller, un rassemblement de maisons s'appelle le « quartier Custine ». Il avait acheté la faïencerie de ce village et y avait une villa.
- La campagne du Palatinat du général Custine forme la toile de fond d’un cycle poétique de Goethe Hermann et Dorothée : l’auteur décrit l’afflux de réfugiés dans une petite ville voisine de Mayence.

### Sources et bibliographie
- Émile Auguste Nicolas Jules Bégin, Biographie de la Moselle, t. 1, Metz, Verronnais, 1829 (lire en ligne), p. 320 à 370.
- Arthur Chuquet, L’Expédition de Custine, L. Cert, 1892, 269 p.
- Louis Baraguey d’Hilliers, Mémoires posthumes du général françois comte de Custine, rédigés par un de ses aides de camp, Hambourg et Francfort, 1794, [lire en ligne].
- Antoine Marie Chamans de Lavalette, Mémoires et souvenirs du comte de Lavallette, t. 1, Paris, H. Fournier jeune, 1831 (lire en ligne).
- Albert Maurin, « Custine (Adam-Philippe, comte de) », dans Galerie historique de la Révolution française (1787-1799), t. 2, Paris, Société des travailleurs réunis, 1850 (lire en ligne), p. 81 à 93.
- Georges Six, Dictionnaire biographique des généraux & amiraux français de la Révolution et de l'Empire (1792-1814), vol. 1, Paris, Librairie G. Saffroy, 1934, p. 277 et 278.
- (en) Ramsay Weston Phipps, The Armies of the First French Republic and the Rise of the Marshals of Napoleon I: The Armées du Moselle, du Rhin, de Sambre-et-Meuse, de Rhin-et-Moselle, vol. 2, Pickle Partners Publishing, 2011 (1re éd. 1929) (ISBN 978-1-908692-25-2).
- (en) Digby Smith, The Greenhill Napoleonic Wars Data Book: Actions and Losses in Personnel, Colours, Standards and Artillery, 1792-1815, Londres, Greenhill Books, 1998, 582 p. (ISBN 1-85367-276-9, BNF 38973152).